# Ле Гуэн, Поль
Поль Жозе́ф Мари́ Ле Гуэ́н (фр. Paul Joseph Marie Le Guen, французское произношение [pɔl lə gwɛn]; род. 1 марта 1964, Панкран) — французский футболист. Играл на позиции защитника в клубах «Брест», «Нант», «Пари Сен-Жермен». Являлся игроком национальной сборной Франции, за которую провёл 17 матчей.
В настоящее время является футбольным тренером. Тренировал «Ренн» и «Олимпик Лион» и сборную Камеруна. С 2011 по 2015 год являлся тренером сборной Омана по футболу.

## Карьера
С 7 до 13 лет Ле Гуэн играл в молодёжной коммерческой команде его родного города «Гарс д’Арвор» (Парни д’Арвор), выступая на позиции полузащитника. В 1977 году Ле Гуэн перешёл в недавно созданный клуб «Панкран», в 17-летнем возрасте Ле Гуэн дебютировал в первой команде клуба, а через год перешёл в «Брест», выступавший в 3-м французском дивизионе. В 1983 году Ле Гуэн перешёл в «Стад Брест 29», одновременно продолжая обучение по профессии экономиста. В «Стад Брест» Ле Гуэн дебютировал в первом французском дивизионе, выйдя на поле 24 августа 1984 года в матче с «Нантом», где «Стад Брест» победил 4:2. Уже в первый сезон в новом клубе Ле Гуэн стал игроком основы команды, проведя 33 матча и забив 3 гола. Ле Гуэн выступал за «Стад Брест» до 1989 года, пока клуб, вылетевший год назад из первого дивизиона, смог вернуться в высшую французскую лигу. В 1989 году Ле Гуэн перешёл в «Нант», там он выступал 2 сезона, проведя 76 матчей и забив 1 гол.

## Достижения

### Как тренер
Олимпик Лион
- Чемпион Франции (3): 2002/03, 2003/04, 2004/05
- Обладатель Суперкубка Франции (3): 2002, 2003, 2004
- Обладатель Кубка Лиги (2): 2000/01, 2007/08

## Статистика

### Тренер
| Команда         | Период                        | Статистика | Статистика | Статистика | Статистика | Статистика |
| Команда         | Период                        | И          | В          | П          | Н          | % побед    |
| --------------- | ----------------------------- | ---------- | ---------- | ---------- | ---------- | ---------- |
| Ренн            | 1998—2001                     | 121        | 53         | 22         | 46         | 43,80      |
| Олимпик Лион    | 1 июля 2002 — 1 июня 2005     | 155        | 84         | 43         | 28         | 54,19      |
| Рейнджерс       | 9 мая 2006 — 4 января 2007    | 31         | 16         | 7          | 8          | 51,61      |
| Пари Сен-Жермен | 15 января 2007 — 2009         | 78         | 30         | 26         | 22         | 38,46      |
| Камерун         | 15 июля 2009 — 24 июня 2010   | 19         | 7          | 5          | 7          | 36,84      |
| Оман            | 11 июня 2011 — 19 ноября 2015 | 68         | 26         | 22         | 20         | 38,24      |
| Всего           | Всего                         | 440        | 215        | 102        | 122        | 49.24      |